# Музей Землі Ізраїлю
Земля Ізраїлю Музей (Музей Ерец-Ісраель) — історико-археологічний музей в районі Рамат-Авів Тель-Авіву.
На виставці юдаїки в музеї Ерец-Ісраель присутня бронзова менора, розроблена Морісом Ашкалону.
Музей Ерец-Ісраель, створений в 1953 році, має велику кількість археологічних, антропологічних та історичних артефактів, організованих в серії виставкових павільйонів на своїй території. Кожен павільйон присвячений іншій темі: скло, кераміка, монети, мідь та багато іншого. У музеї також є планетарій.
В крилі «Людина і її робота» можна побачити діючі демонстрації древніх методів ткацтва, виготовлення ювелірних прикрас і глиняного посуду, помелу зерна та випічки хлібу. Тел Quasile, розкопки в якому виявили 12 різних культурних шарів, став підставою створення музею.

## Павільйон Нехуштан
Усередині павільйону відвідувачі, які опинилися в реконструйованій шахті періоду енеоліту і кінця бронзового століття, можуть побачити гірські інструменти того періоду, такі як кам'яні молотки, крем'яні ножі та мідні долота.
В експозиції представлені чотири плавильні печі:
піч в формі чаші епохи енеоліту (4 тисячоліття до н.е.)
опукла піч кінця бронзової доби (XIV-XIII ст. до н.е.)
автентична піч кінця бронзової доби (12 століття до н.е.)
шахтна піч залізної доби (X століття до н.е.)
Залишки склоплавильної печі XIII століття н.е. були виявлені в фортеці хрестоносців на північ від Акко.

## Павільйон Мадіанітанського храму
У XIV столітті до н.е. єгипетські фараони направляли експедиції для видобутку руди в Долину Тімни. Разом з досвідченими ковалями з землі мадіанской вони добували мідь в Тимний до кінця XI століття до н.е. У цьому павільйоні знаходиться модель мадіанитанського храму. 